# Bogroy
Bogroy is een dorp in de Schotse lieutenancy Inverness in het raadsgebied Highland, ongeveer 1 kilometer ten noordwesten van Carrbridge.